# Temnida rosario
Temnida rosario là một loài nhện trong họ Anyphaenidae.
Loài này thuộc chi Temnida. Temnida rosario được Antonio D. Brescovit miêu tả năm 1997.